# Architekturpolitik
Die Architekturpolitik versteht sich als Teil der Kulturpolitik und beschreibt die staatliche Einflussnahme auf dem Gebiet der Architektur. Der Staat befasst sich mit der Ausarbeitung von gesetzlichen und politischen Rahmenbedingungen und versucht auf diesem Weg die Ausrichtung der nationalen Baukultur zu lenken. Gegenüber anderen politischen Sachgebieten, wie etwa der Bildungs- oder Energiepolitik, nimmt die Architekturpolitik eine eher untergeordnete Rolle ein.
In der Vergangenheit wurde der Architekturpolitik zum Teil mehr Aufmerksamkeit beigemessen, besonders wenn die Etablierung von Ideologien und Staatsformen vorangetrieben werden sollte. Ein bekanntes Beispiel ist die Architektur im Nationalsozialismus, deren Gestaltung im Wesentlichen von den Vorstellungen der staatlichen Machthaber beeinflusst wurde.